# Methanothermococcus
En taxonomía, Methanothermococcus es un género de arqueas de la familia Methanococcaceae. Las células poseen forma de coco irregular y teñen Gram-negativas. Son móviles por grupos de flagelos polares.  Necesita acetato para crecer.

## Otras lecturas

### Revistas científicas
- KogaY; Morii H; Akagawa-Matsushita M; Ohga I (1998). «Correlation of polar lipid composition with 16S rRNA phylogeny in methanogens. Further analysis of lipid component part». Biosci. Biotechnol. Biochem. 62 (2): 230-236. doi:10.1271/bbb.62.230.
- Balch WE; Fox GE; Magrum LJ; Woses CR et al. (1979). «Methanogens: reevaluation of a unique biological group». Microbiol. Rev. 43 (2): 260-296. PMC 281474. PMID 390357.

### Libros científicos
- Whitman, WB (2001). «Genus II. Methanothermococcus gen. nov.».  En DR Boone; RW Castenholz, eds. Bergey's Manual of Systematic Bacteriology Volume 1: The Archaea and the deeply branching and phototrophic Bacteria (2nd edición). New York: Springer Verlag. ISBN 978-0-387-98771-2.

### Bases de datos científicos
- PubMed
- PubMed Central
- Google Scholar